# David Grann
David Grann (* 10. března 1967) je americký novinář a spisovatel. Studoval na Connecticut College a následně získal stipendium Thomase J. Watsona. Poté odjel do Mexika, kde později začal pracovat jako novinář na volné noze. V roce 2003 začal přispívat do časopisu The New Yorker. V roce 2009 získal Cenu George Polka. V roce 2009 vydal knihu The Lost City of Z (v češtině vyšla pod názvem Ztracené město v Amazonii), která se zabývá britským objevitelem Amazonie Percym Fawcettem. Kniha byla v roce 2016 pod názvem Ztracené město Z zfilmována. Roku 2010 vyšla jeho druhá kniha s názvem The Devil and Sherlock Holmes (v češtině v roce 2015 jako Ďábel a Sherlock Holmes). Podle knihy Krvavé prachy o masových vraždách osedžských indiánů natočil v roce 2023 režisér Martin Scorsese film Zabijáci rozkvetlého měsíce.